# Radio Forces Françaises de Berlin
Radio Forces Françaises de Berlin (FFB) war ein Rundfunksender zur Betreuung des französischen Militärkontingents in der Viersektorenstadt Berlin. Sein Standort war das Quartier Napoléon in der Nähe des Flughafens Tegel im französischen Sektor.

## Hörfunk
Der Sendebetrieb wurde am 8. Mai 1957 auf der UKW-Frequenz 93,6 MHz über den Sendeturm Berlin-Waidmannslust aufgenommen. Wichtigster Programmbestandteil war die Übernahme von Programmen der staatlichen französischen Inlandsprogramme von RTF bzw. ORTF, zunächst einer Mischung aus France Inter, France Culture und France Musique, seit etwa Mitte der 1970er Jahre nur noch France Inter.
Seit Mitte der 1960er Jahre wurde das Übernahmeprogramm ergänzt mit deutschsprachigen Sendungen für Hörer im Berliner Raum, die ebenfalls vom ORTF produziert waren, darunter die tägliche einstündige deutschsprachige Sendung von Radio France Internationale am frühen Abend, die darüber hinaus für ganz Deutschland auf Kurzwelle verbreitet wurde. Dazu kamen selbstproduzierte kurze Bulletins für die Angehörigen der französischen Garnison in Berlin.
Mit dem Abzug der Alliierten aus Berlin 1994 beendete Radio FFB seinen Dienst. Die Frequenz 93,6 MHz wurde seitdem von Radio France Internationale genutzt, sodass weiterhin französische Radiosendungen in Berlin und Umgebung empfangen werden konnten. Seit einigen Jahren wird das Programm von RFI in Berlin und Brandenburg auf der Frequenz 106,0 MHz ausgestrahlt. Die Frequenz 93,6 MHz wurde seitdem von Privatsendern genutzt.
Des Weiteren wurde das Programm von Radio FFB seit den 1980er Jahren auch auf der Frequenz 92,7 MHz vom Berg Schalke bei Goslar im Harz ausgestrahlt. Aufgrund des exponierten Standorts war der Sender bis nach Hannover zu empfangen. Der Sendebetrieb wurde am 30. April 1993 eingestellt.

## Fernsehen
In den 1980er Jahren wurde im Quartier Napoléon ein TV-Sender zur Versorgung der französischen Militärangehörigen installiert. Wie beim Radiosender war der Hauptbestandteil des Programms Übernahme von französischen Inlandssendern, die allerdings über die Jahre mehrmals wechselten. Anfangs wurde das 1. französische Programm TF1 übernommen, einige Jahre später wurde das internationale französischsprachige Programm TV5 (heute TV5MONDE) aufgeschaltet. Seit der zweiten Hälfte der 80er Jahre wurde, bis zur Abschaltung der alliierten Sender im Jahre 1994, das 2. französische Inlandsprogramm Antenne 2 (heute France 2) gezeigt.
Das Programm wurde, anders als die übrigen in der Stadt empfangbaren alliierten TV-Sender AFN, SSVC sowie des ersten Programms des sowjetischen Fernsehens, ins West-Berliner Kabelnetz eingespeist. Die technische Ausstrahlung erfolgte in SECAM, jedoch nicht in der französischen Variante (SECAM-L), sondern in der DDR-Norm SECAM-G (ab Dezember 1990 in PAL-G), so dass der Empfang mit west- und ostdeutschen Geräten problemlos möglich war. Die terrestrische Ausstrahlung erfolgte auf Kanal 31 und erreichte auch weite Teile von Ost-Berlin und teilweise auch das Berliner Umland.
Mitte der 1980er Jahre wurde in das West-Berliner Kabelnetz ein zweites Programm für die französischen Streitkräfte eingespeist. Dabei handelte es sich um den privaten Fernsehkanal La Cinq des Berlusconi-Konzerns. Die Einspeisung beschränkte sich auf das Gebiet des französischen Sektors.
Auf beiden Kanälen wurde einmal pro Woche ein lokal produziertes Nachrichten-Bulletin für die Berliner Garnison ausgestrahlt. Die Ausstrahlung beider Fernsehprogramme endete ebenfalls 1994.